# Miutcánk
A Miutcánk egy magyar közösségépítő oldal szomszédoknak, amely 2014-ben kezdte meg a működését, budapesti székhellyel. Az oldal célja a szomszédok közti közösségépítés, illetve egy segítő közeg létrehozása, ahol a szomszédok tárgyakat és tudást tudnak megosztani egymás közt.
Akik a Miutcánkot használják, a regisztráció során meg kell adniuk teljes nevüket és a lakcímüket, amely mások számára nem lesz látható. A bejegyzések láthatósága nem publikus, a felhasználók nem látják a weboldalon írt összes bejegyzést, hanem csak a környékükön, tízperc séta távolságon belül élő felhasználók bejegyzéseit láthatják. Így egy hiperlokális bizalmi teret biztosít a weboldal.

## Használata
A platformot tipikusan arra használják, hogy tárgyakat kölcsönözzenek egymástól a szomszédok vagy szakemberek után keressenek, illetve információkat osszanak meg környékbeli történésekről, eseményekről. A felhasználók a profil adatlapjukon megadhatják az érdeklődési köreiket, illetve, hogy mit osztanának meg szomszédaikkal. Egy kereső segítségével rákereshetnek, hogy szomszédaik milyen tárgyakat osztanak meg, és privát üzenetben írhatnak nekik, hogy kölcsönkérjék az adott tárgyat. Budapesten, 2018-ban, átlagosan 1000-1500 szomszédja volt egy felhasználónak a Miutcánkon.

## Aktivitások
- Piknikek
- Szomszédtréning
- Szomszédfesztivál
- Közvéleménykutatások[3]
- #helybenveszem mozgalom

## Lásd még
- https://miutcank.hu/ Miutcánk nyitóoldal
- https://miutcank.blog.hu Miutcánk hírek